# 애니 레녹스
애니 레녹스(영어: Annie Lennox, OBE, 1954년 12월 25일 ~ )는 영국의 가수, 작곡가이자 사회운동가, 싱어송라이터이다. 유리스믹스의 리드 보컬로 유명하다.
2009년 롤링 스톤은 그녀를 가장 위대한 가수 100명 중 한명으로 선정했다. VH1은 가장 위대한 여성 아티스트 중 23위로 선정했고 그녀를 "살아있는 최고의 백인 소울 가수"라 불렀다

## 생애

### 성장
레녹스는 1954년 크리스마스에 스코틀랜드에서 태어났다. 3살 때부터 음악에 관심이 많았고, 1970년대 런던의 왕립음악원에서 플루트를 수학했다.
1976년 용의 놀이터(Dragon's Playground)라는 밴드에서 플루트를 맡았고, 1977년과 1980년 사이 더 투어리스트(The Tourist) 밴드에서 보컬을 하며 데이브 스튜어트를 만났다. 이 밴드는 큰 성공을 거두지 못했다.

### 유리스믹스
1980년대 스튜어트와 함께 더 투어리스트를 떠나 신스팝 듀오 유리스믹스를 결성해 본격적인 주목을 받기 시작했다. 듀오에서 레녹스는 소울의 영향을 받은 알토와 양성적인 이미지로 유명해졌다. BBC는 그녀를 "남성들의 시선을 무시하는 강력한 양성적 외모"라고 평가했다. 80년대에 둘은 듀오로 빌보드 핫 100 1위에 오른 Sweet Dreams (Are Made of This)를 포함, 여러 히트곡들을 발표했다.
1998년 유라스믹스 활동을 재개해, 듀오의 8번째이자 마지막 음반인 Peace를 발표했다. 둘은 그린피스 자선 콘서트를 열었다.

### 솔로 활동
유리스믹스는 공식적으로는 해체하지 않았지만, 1991년부터 둘은 솔로 활동을 시작했다. 1992년 레녹스는 첫 솔로 음반인 Diva를 발표했다. 이 음반은 상업적, 비평적으로 성공을 거두어 영국에서 차트 1위에 올랐고 미국에서 더블 플래티넘 레코드 인증을 받았다. 1995년 두번째 솔로 음반 Medusa를발매했을 때는 육아를 위해 공개 활동을 줄였다. 1990년대 동안 그녀는 브램 스토커의 드라큘라와 아폴로 13의 사운드트랙을 작업했다.
1998년 유라스믹스 활동을 재개해, 듀오의 8번째이자 마지막 음반인 Peace를 발표했다. 둘은 그린피스 자선 콘서트를 열었다.
2003년 영화 반지의 제왕: 왕의 귀환의 엔딩 크레디트 노래인 Into the West로 아카데미 주제가상을 받았다.
2007년 세계 에이즈의 날인 12월 1일, 23명의 여성 아티스트들과 함께 에이즈에 대한 경각심을 높이고 환자들을 돕기 위한 자선 행사인 SING 캠페인을 시작했다.

## 개인 생활
슬하에 두 딸이 있으며 애니 레녹스 본인의 키가 175cm나 될 정도로 어마어마한 장신인 덕분에 딸들 모두 키가 178cm로 매우 크다.

## 서훈
- 2011년 대영 제국 훈장 4등급(OBE) 수훈[8]

## 명예 학위
- 2013년 버클리 음악 대학 명예 박사